# Harald Glööckler
Harald Glöckler, noto con il cognome di Glööckler (Zaisersweiher, 30 maggio 1965), è uno stilista tedesco.

## Biografia
Nato in una famiglia di ristoratori in una frazione di Maulbronn, ha iniziato molto giovane ad interessarsi alla moda creando a soli 7 anni il suo primo abito per una zia sarta. La sua infanzia è stata difficile e segnata dalla tragica morte della madre quando Harald aveva 14 anni.
Dopo aver lavorato in un negozio di abbigliamento, nel 1987 apre insieme al suo manager e compagno Dieter Schroth il primo negozio a Stoccarda, nella Eberhardstraße, in cui vende principalmente jeans e camicie di sua creazione. Nel 1990 Harald Glöckler fonda la marca Pompöös con la corona dorata come logo e, in seguito, modifica il suo nome da Glöckler a Glööckler, raddoppiando la ö del cognome per sintonizzarsi con il nome della sua marca.
Nel 1994 organizza la sua prima sfilata di moda a Stoccarda, nel castello nuovo (Neues Schloss) e sempre nello stesso anno avviene il lancio del profumo Pompöös. Le sfilate ufficiali della marca Pompöös a Stoccarda avvengono tra il 1995 e il 1997, alla presenza di star internazionali come Gina Lollobrigida, Brigitte Nielsen, Grace Bumbry, Helmut Berger, Amanda Lear e Chaka Khan. Nel 1997 comincia anche l'attività internazionale di Glööckler con un galà presso l'Hotel Grand Hyatt di Hong Kong e sei trend show presso il Convention Exhibition Center di Hong Kong. I suoi accessori sono inoltre venduti in 40 paesi in tutto il mondo.
Nel 1999 presenta una sua sfilata sulla passerella più lunga del mondo a Berlino (Kurfürstendamm), davanti a 100.000 spettatori e sempre accompagnato da Gina Lollobrigida.  L'anno successivo, nel 2000, si trasferisce definitivamente a Berlino e ripete la sfilata sul viale Kurfürstendamm accompagnato però da Brigitte Nielsen. Nel 2001 viene presentata la sua biografia, raccolta nel libro “Harald Glööckler – Der Modeprinz”  (Harald Glööckler - il principe della moda) di Ines Veith per Merch Movie Edition. Nel 2004 inizia la carriera televisiva di Glöcckler nel canale tedesco di teleshopping HSE24, in cui vende la collezione “Harald Glööckler Pompöös Design Mode”. Nel 2004 posa nudo in favore dell'associazione animalista PETA (People for th Ethical Treatment of Animals) e contro l'uso di pellicce vere nell'industria del fashion. Nel 2005 lo stilista diventa ambasciatore del Deutsche Kindehilfswerk (fondo tedesco per l'infanzia). Negli anni a seguire si assiste al lancio di varie collezioni Pompöös, quali il Pret a porter, gioielli, intimo donna, lenzuola e tessili per la casa, moda uomo, scarpe e porcellane. Nel 2007 viene creato il nuovo profumo Glööckler “With Love”. La carriera televisiva valica i confini tedeschi con uno show personale sul canale di tele shopping inglese QVC UK. Nel 2008, dopo il lancio alla prestigiosa fiera Baselworld, la collezione di gioielli Pompöös è in vendita in tutti i centri commerciali di Dubai. Nel 2009 anche la televisione Giapponese ospita la sua collezione sul canale Shop Channel. Nello stesso anno i suoi capi vengono venduti in tutto il mondo dal catalogo Quelle. Il 2010 è l'anno del suo debutto sulla rete tedesca RTL in qualità di giudice nel programma Let's dance, l'edizione tedesca di Ballando con le stelle, in cui partecipa sfoggiando pezzi della sua collezione, soprattutto anelli. Anche il catalogo Klingel dedica 18 pagine alla sua collezione. Sempre nel 2010 viene presentata la biografia “Harald Glööckler alla fiera del libro di Francoforte. Nel 2011 il canale tedesco QVC comincia a vendere le sue creazioni. Nel 2012 ha creato una collezione per l'azienda di vendita per corrispondenza bonprix, raggiungendo per la prima volta anche il mercato italiano.
Oltre all'attività di stilista Harald Glööckler coltiva la passione per la pittura: il suo primo vernissage è a Stoccarda nel 2005 mentre lo showroom berlinese inaugurato nel 2011 ospita una sua galleria di dipinti personale.
Il motto di Harald Glööckler è rendere il glamour e il lusso accessibili a tutti e non riservare la moda solo alle donne magre. A tal proposito ha criticato il collega Karl Lagerfeld per un'affermazione sulle donne troppo in carne. Per Harald Glööckler ogni donna è una principessa, indipendentemente dall'età e dalla taglia.